# Geoffroy Ier d'Anjou
Pour les articles homonymes, voir Geoffroy d'Anjou et Geoffroy Grisegonelle.
Geoffroy Ier d'Anjou, mieux connu sous le surnom de Geoffroy Grisegonelle (manteau gris),, né vers 938/940, tué le 21 juillet 987 au siège de Marçon, près de Château-du-Loir, fut comte d'Anjou de 958 à 987. Il était de la famille des Ingelgeriens et fils de Foulque II « le Bon », comte d'Anjou, et de Gerberge.
En tant que comte carolingien, il soutient les rois Lothaire et Louis V, tout en reconnaissant tenir l'Anjou des Robertiens. Il continue la politique de ses prédécesseurs, qui consiste à défendre sa frontière ouest par le contrôle du comté de Nantes et à progresser vers le Poitou.

## Biographie
Il commence par installer des fidèles au commandement des différents châteaux et organise ainsi la défense de son comté. Puis il participe avec le roi Lothaire et le comte de Blois Thibaut Ier « le Tricheur » à une campagne contre le duc Richard Ier de Normandie, mais ne peut empêcher la prise de Nantes par les Normands. Il doit alors organiser une nouvelle ligne de défense face au comté de Nantes.
La mort de Thibaut fait prendre de la distance entre les maisons de Blois et d'Anjou. Le nouveau comte Eudes Ier agit de manière inamicale, et en 978 débute une guerre entre l'Anjou et le Blésois qui va se prolonger pendant soixante-dix ans. En 981, deux comtes se disputent Nantes : Conan Ier le Tort, soutenu par Blois, et Guérech, soutenu par l'Anjou. Le choc des armées a lieu à Conquereuil, où Geoffroy écrase Conan.
En plus de l'Anjou, Geoffroy possède des domaines et des alliances dans plusieurs régions où il exerce son influence, cependant sous le contrôle de son suzerain, Hugues Capet. Ces régions sont le Gâtinais (probablement par sa mère), le Vexin (son beau-frère est le comte Gautier), le Vermandois (par sa première épouse), le Perche et l'Auvergne (par sa mère également, son beau-frère fut Étienne, vicomte de Gévaudan et son frère Guy fut évêque du Puy-en-Velay).
Il s'étend également vers le sud en prenant les villes de Loudun et de Mirebeau, après avoir vaincu à la bataille des Roches en 970 Guillaume Fier-à-Bras, duc d'Aquitaine et comte de Poitiers. Il s'allie avec les vicomtes de Thouars et marie sa fille à un comte d'Angoulême.
Le fils de Lothaire, le futur Louis V et sa femme Adélaïde d'Anjou, une sœur de Geoffroy, se séparent en 984.
En 984, Guérech cherche à s'affranchir de la tutelle angevine en faisant allégeance directement au roi de France Lothaire, mais Geoffroy capture Guérech lorsque ce dernier retourne à Nantes. Geoffroy en profite pour fortifier les possessions angevines au sud de Nantes, notamment par la construction du donjon du Pallet. Guérech n'est libéré qu'en 985 en reconnaissant la suzeraineté de Geoffroy. La brouille s'installe alors entre le roi et le comte d'Anjou, qui se rapproche et s'allie au duc Hugues Capet.
Sur le plan religieux, il effectue un pèlerinage à Rome en 962, puis fonde et dote plusieurs établissements religieux. Avec son frère Guy, évêque du Puy, il favorise également la réforme ecclésiastique, et introduit la règle de Saint-Benoît dans plusieurs monastères et abbayes angevins.
En 987, alors qu'Hugues Capet vient d'être sacré roi de France, Geoffroy et Bouchard, comte de Vendôme assiègent le château de Marçon, tenu par Eudes Ruffin, un vassal du comte Eudes Ier de Blois. C'est au cours de ce siège que Geoffroy est tué.
Geoffroy Grisegonelle est cité dans un texte écrit de 1100 à 1140 par un moine angevin, à la demande de Foulques le Réchin (1043 - † 1109), son arrière-petit-fils par sa mère Ermengarde d'Anjou.

## Mariages et enfants
Vers 965, il épouse en premières noces Adèle de Vermandois († av 975), fille de Robert Ier de Vermandois, comte de Meaux et de Troyes, et d'Adélaïde Werra. Ils ont quatre enfants :
- Ermengarde, née avant 956, mariée en 971 à Conan le Tort († 992), comte de Rennes, puis duc de Bretagne ;
- Foulque III Nerra (970, † 1040), comte d'Anjou ;
- Geoffroy, vivant en 974 ;
- Gerberge, mariée à Guillaume IV Taillefer, comte d'Angoulême.

Il épouse courant 978 Adélaïde de Vienne, comtesse de Chalon, veuve de Lambert de Chalon. Ils ont un enfant :
- Maurice d'Anjou († 1012)[N 1],[N 2]. Une charte de Foulque III Nerra datant de 1003 mentionne pour Geoffroy, un fils nommé Maurice, absent des chartes d'Adèle de Vermandois. Les généalogistes en ont conclu que Maurice est issu d'un second mariage de Geoffroy. Cette seconde épouse est identifiée à Adélaïde grâce aux actes des cartulaires de Cluny, de Paray-le-Monial et de Saint-Marcel-lès-Chalon. Maurice commence sa carrière en Bourgogne dans les années 990 avec la titulature de comte. Il échoue[4] néanmoins à diriger la région qui va du Charolais au Nivernais. La décennie suivante, il rejoindra[5] la cour de son frère Foulque Nerra en Anjou.